# 風之少年系列
風之少年系列（又译作，官方译为）是日本電子遊戲公司南夢宮(現萬代南夢宮娛樂)的電子遊戲系列。同名主人公克羅諾亞亦為南夢宮的吉祥物。

## 作品一覽

### 主篇
由於作品名稱與人物名稱一樣皆沒有官方譯名，故此暫列較常用、準確和適合的譯名。依發行日期向下排列。
- 風之少年 door to phantomile
  - （風のクロノア door to Phantomile╱ Klonoa: Door to Phantomile ） (PS)

以夢作能量的世界（ファントマイル╱ Phantomile ）由傳說的「月之國」所建成，但現在一切似乎在改變，克羅諾亞由「風之村」出發，和畢波開始冒險。
- 風之少年～月光美術館～
  - （風のクロノア moon light museum╱ Klonoa: Moonlight Museum（英语：Klonoa: Moonlight Museum） ） (WS)

克羅諾亞遇見在「月光美術館」外的因為月光消失而哭泣少女，繼而進館挑戰美術館內五名藝術家，重奪將夢境照亮的月光。
- 風之少年～夢幻帝國～╱～夢想帝國～
  - （風のクロノア～夢見る帝国～╱ Klonoa: Empire of Dreams（英语：Klonoa: Empire of Dreams） ） (GBA)

好夢正眠的克羅諾亞，因「做夢」的罪名而被夢幻帝國的士兵捉拿，經一輪交涉後，失眠而視做夢為罪的皇帝尤利斯答應，如果他能夠打敗於王國內的四隻怪物的話便放過他。克羅諾亞接受挑戰，再與畢波歷險。
- 風之少年2 Lunatea's Veil（世界想要忘卻的)
  - （風のクロノア2～世界が望んだ忘れもの～╱ Klonoa 2: Lunatea's Veil（英语：Klonoa 2: Lunatea's Veil） ） (PS2)

平衡夢境世界「月汀尼亞」（╱  ）的力量的四個鐘，將被第五鐘──「闇之鐘」介入，克羅諾亞被珞珞召喚，集合四個以情緒為本的國家的鐘之力，拯救月汀尼亞。
- 風之少年沙灘排球──最強隊伍決定戰！
  - （クロノアビーチーバレー 最強チーム決定戦！╱ Klonoa Beach Volleyball（英语：Klonoa Beach Volleyball） ） (PS)

新舊風之少年系列人物二對二比賽，亦為後來的「夢幻冠軍爭奪戰」及「傳說的星之章」另一主角──甘茲的故事鋪路。
- 風之少年 (G2) ～夢盃冠軍錦標賽～╱～夢幻錦標賽～╱～夢幻冠軍爭奪戰～
  - （風のクロノアG2 ドリームチャンプ・トーナメント╱ Klonoa 2: Dream Champ Tournament（英语：Klonoa 2: Dream Champ Tournament） ） (GBA)

剛剛打敗夢幻帝國幕後黑手「絕望之王」的克羅諾亞，接到天上掉下的招待書，邀請各路冒險好手競奪最高英雄的寶座及獎金。克羅諾亞連同其他新舊風之少年系列人物共十人，開始了在東南西北四個國度的淘汰賽，各自為了自己的目的而奔向英雄之路……
- 克羅諾亞群雄 傳說的星之徽章╱風之少年英雄們～傳說的星之章～
  - （クロノアヒーローズ╱ Klonoa Heroes: Legend of the Star Medal ） (GBA)

「風之村」近來多了幻獸侵襲，克羅諾亞獨自處理事件後，為了取得代表英雄證明的「星之章」，與再遇到的甘茲，和之後的彭高，為了各自的目的，三人向著同一個目標進發……
- 風之少年 克羅諾亞 1&2 乘風歸來 [1]（Switch、PS5、PS4、Xbox Series X/S、Xbox One、PC(Steam))

重製合輯 ，紀念《風之少年系列》作品25週年，本作收錄《風之少年 door to phantomile》和《風之少年2 Lunatea's Veil（世界想要忘卻的）》2部作品，提升畫質而不改變原有的世界觀及遊戲性，更可以藉由調整難易度輕鬆遊玩。

### 客串出演
- 南夢宮X卡普空 (PS2)

故事講述 南夢宫 和 卡普空 多位角色所身處的世界之間發生變異，由兩位主角有栖零兒及小牟，不斷貫穿多位角色的故事和空間，尋找真相。傑卡和小丑參與敵方的陰謀，甘茲為了再報仇，與克羅諾亞再一次踏上冒險旅程。風之少年的世界，有被歸納為「幻想界」及「神界」，其餘的為現實的「物質界」、與「神界」相對的「魔界」及日本妖怪專屬的「魍魎界」。
- 太鼓之達人 (PS2)

## 共通元素

### 世界設定
可一致地稱作「夢之世界」、夢境般的存在，但隨著系列後期的作品，世界的「夢幻性」慢慢減少，例如由幻想式的「月之國」變成乘火箭登月；由原始的森林和小鎮，漸漸加入科技、現代文明等完素。
地方特徵性很強，主題寬闊而豐富，每一個關的「大區」（叫 World ，但不可叫世界吧？）都有它獨特的名字，擁有別名也不是奇事：東風沙漠（╱  ）、「憤怒之國」伏戈城（╱  ）、「風之村」貝斯基路（╱  ）等等。

### 主要人物

#### 己方
克羅諾亞（╱ ）
（配音：渡邊久美子）
主角。
在「風之村」貝斯基路住的少年，由好奇心很強變成正義感很強，由拯救夢之世界變成追求英雄之名；具有控制風的能力，並可以短時間利用長耳滑翔。珞珞和畢波的好友，甘茲和彭高的戰友。不懂游泳，喜歡漢堡包但不喜歡番茄……
奇怪地克羅諾亞好像會不記得見過的角色：他於「最強隊伍決定戰」第一次認識甘茲，第二次「夢幻冠軍爭奪戰」則由旁述介紹，但第三次在「傳說的星之章」甘茲需要再一次自我介紹……但對敵人卻過目不忘……幸好他在「 Namco X Capcom 」一早與甘茲合隊……
服飾在「夢幻帝國」開始由「幼年」變成「少年」，一直不變的是帽子上 Namco 的 Pac-Man 。
休波（╱  ）
（配音：瀧本富士子）
克羅諾亞的「風之環」中的精靈，原來身分為「月之國」王子。雖然系列後期克羅諾亞都有使用「風之環」，但畢波的出現次數漸減。
登場：「通往幻夢界之門」、「月光美術館」、「夢幻帝國」、「最強隊伍決定戰」
珞珞（╱  ）
（配音：川上倫子）
女主角。
善長於治癒魔法的見習巫女（準確點是懂魔法的修女），克羅諾亞的好友。兩次被嘉靈捉去，克羅諾亞不得不英雄救美。性格有點固執，喜歡奶茶及曲奇。
登場：「世界想要忘卻的」、「最強隊伍決定戰」、「夢幻冠軍爭奪戰」、「傳說的星之章」、「 Namco X Capcom 」
波普卡（╱  ）
（配音：水田山葵）
在因緣下而與珞珞相識的少男類犬（生物），性格非常坦率，珞珞送的紅領巾絕對跟身。
登場：「世界想要忘卻的」、「最強隊伍決定戰」、「夢幻冠軍爭奪戰」、「傳說的星之章」
甘茲（╱  ）
（配音：櫻井孝宏）
「金色之死神」，為父報仇而不斷找爪加的獨行賞金獵人，善於使用鎗械大炮，也是鎗不離身的鎗迷。初時以克羅諾亞的對手出現。自信心強亦我行我素，故此有時與克羅諾亞成為「對頭冤家」，但會暈船浪、完全不能與女孩相處。
登場：「最強隊伍決定戰」、「夢幻冠軍爭奪戰」、「傳說的星之章」、「 Namco X Capcom 」
彭高（╱  ）
（配音：飯塚昭三）
煙花研究家，懂得使用炸彈，是個成熟而隨和的男人，發怒時則非同小可。為救患上沉睡症的獨子波里斯（╱  ）而尋找解決方法，後來與克羅諾亞和甘茲合作。
登場：「傳說的星之章」
查普魯（╱  ）
（配音：芝原千彌子）
住在「爭鬥之城」格沙領多（╱  ）的袋鼠拳手，頭套蓋過眼。永遠不滿足於現狀，時常求強向上。在「夢幻帝國」被克羅諾亞所救後非常仰慕他，稱他為「兄貴」。
登場：「夢幻帝國」、「最強隊伍決定戰」、「夢幻冠軍爭奪戰」、「傳說的星之章」
克羅諾亞的爺爺
如題，慈祥及隨和。
登場：「通往幻夢界之門」、「傳說的星之章」
巴魯（╱  ）
（配音：川津泰彦）
石礦場的礦工，於克羅諾亞長輩般的存在。
登場：「通往幻夢界之門」、「傳說的星之章」、Wii版「通往幻夢界之門」
大巫女
頂級巫女，即是珞珞的長輩。
登場：「世界想要忘卻的」、「傳說的星之章」？、「 Namco X Capcom 」
莫覓特、瑪覓特（╱  ）
「喜樂之國」載樂地（╱  ）搞遊樂場生意的兄弟，專門為克羅諾亞以莫覓特玩偶換物品。
登場：「世界想要忘卻的」、「傳說的星之章」
柏米拉、卡拉路（╱  ）

住在「水之國」扎波多→扎吉卡托（╱  ）的飛魚母子，母親柏米拉在月圓下會暴走，兩次由兒子卡拉路向克羅諾亞求救。
登場：「通往幻夢界之門」、「傳說的星之章」

#### 對方、非完全敵方
（╱  ）
（配音：木川繪里子）
聲如其名的小型幻獸，擁有多種體型上和裝備上的變化，本系列的指定小卒，簡直與克羅諾亞「一起成長」。
尤利斯（╱  ）
夢幻帝國的皇帝，因患失眠而非常煩惱，下令禁止國民做夢，在王城（╱  ）守候克羅諾亞決戰。
登場：「夢幻帝國」
巴谷吉（╱  ）
月汀尼亞的預言家，預言「夢見之黑色旅人」（克羅諾亞）來臨。
登場：「世界想要忘卻的」
利歐蕾娜（╱  ）
（配音：渕崎ゆり子）
曾經同樣與珞珞是巫女，後來因迷戀力量而被除去巫女身分，成為了空賊（空中盜賊），還走上了幫助召喚「闇之鐘」的路，最後被克羅諾亞救回。她是個御姐角色，擁有飛船「赤瞳號」╱「赤鳶尾號」╱「赤虹號」（╱  ）。
登場：「世界想要忘卻的」、「最強隊伍決定戰」
塔特（╱  ）
（配音：こおろぎ さとみ）
情況與珞珞的波普卡一樣的少女類貓（生物），利歐蕾娜的助手，性格「巴喳」，懂得控制大型機器，左黑右白的身體可以分身。
登場：「世界想要忘卻的」、「最強隊伍決定戰」
哀憾之王（╱  ）

隨「闇之鐘」出現、被迫成為惡人的角色，被獨自孤立在「哀憾之國」曉邦尼亞（╱  ），故此成為了「國王」。網上流傳他與克羅諾亞是一正反對。
登場：「世界想要忘卻的」

##### 月光美術館‧不可思議之藝術家
（╱  ）
在一樓右館，個子很高的水彩畫家。作品「寧靜的故鄉」。
（╱  ）
在二樓右館，個子很小的雕刻家。作品「巨人之堡壘」。
（╱  ）
在一樓左館，手持原子筆，漫畫家。作品「大笑監獄」。
（╱  ）
在二樓左館，女攝影師。作品「雲之官殿」。
「月光美術館」本身──「自私的藝術館」
奪去月光，照亮美術作品者。

##### 「夢幻帝國」其餘被變成怪物的人
（╱  ）
「歌劇之鎮」（╱  ）的著名女歌手，有一名強烈的擁躉（╱  ）。
（╱  ）
「食物之鄉」（ジオブブ╱  ）的廚師，但不喜歡紅蘿蔔。
（╱  ）
「大樹之里」（╱  ）的醫生。

##### 「夢幻冠軍爭奪戰」之其餘五位參加者
水龍（╱　 ）
騎士（龍），真正身分是暗中調查嘉靈舉辦「夢幻冠軍爭奪戰」目的的警察。
哥莫路斯（╱  ）
漁夫（青蛙），性格頗為「抓狂」，外型笨重但速度不慢。
思高（╱ Zweegle ）
吸血蝙蝠，喜歡吸（╱  ）的血。
阿妮夢（╱ Anemon ）
女盜賊（跳鼠？），與查普魯同樣遮蓋了眼睛，網上流傳是在東風沙漠行動，並被認為是御姐。
狄告勞（╱  ）
保鏢（猩猩），非常強壯。在「傳說的星之章」再出現過。

#### 敵方
加狄烏斯（╱  ）
（配音：大友龍三郎）
有「闇之王」之稱，帶面具、穿斗蓬的反派。網上流傳他是個很有魅力和對部下不錯的上司。
登場：「通往幻夢界之門」、Wii版「通往幻夢界之門」
那哈托（╱  ）
（配音：郷里大輔）
惡夢的化身，霸王般的絕對敵人。在「傳說的星之章」中交代過他曾經是月亮上的「英雄」。
登場：「通往幻夢界之門」、「最強隊伍決定戰」、「傳說的星之章」
巴古（╱  ）
夢幻帝國的皇帝尤利斯幕後的宰相，真正身分是奪取他人之夢的「絕望之王」。
登場：「夢幻帝國」
卡雷（╱  ）
（配音：島香裕）
野心極強的機械科學家，與洛克人系列的偉利博士、超音鼠系列的蛋頭博士不相伯仲，都是製造攻擊性機械的專家與策劃陰謀的狂人……下場卻不像他倆，可以常常成功逃脫，最後被那哈托吞噬，現在生死不明。右手是機械夾。
登場：「最強隊伍決定戰」、「夢幻冠軍爭奪戰」、「傳說的星之章」
傑卡（╱  ）
（配音：檜山修之）
因爪上具有劇烈毒性而有綽號「毒之爪傑卡」的貓人，原本是甘茲的父親哈茲（╱  ）拍檔，傑卡後來出賣了他，成為了甘茲的殺父仇人。為人極度狡猾、陰險、不擇手段，被人痛罵自己的人格時會說這正是自己的魅力所在。網上流傳傑卡與哈茲同是寶藏獵人。
登場：「傳說的星之章」、「 Namco X Capcom 」
小丑（╱  ）
（配音：古川登志夫→島田敏）
原本是加狄烏斯囂張又膽小的部下，後來與卡雷和傑卡三人合作，成為了系列中最有組織旳反派三人組。懂得說西班牙文的「再見」 "Adios" 。
登場：「通往幻夢界之門」、「最強隊伍決定戰」、「夢幻冠軍爭奪戰」、「傳說的星之章」、「 Namco X Capcom 」、Wii版「通往幻夢界之門」

## 開發

### 歌曲

#### 世界想要忘卻的
IM ： Stepping Wind

#### 傳說的星之徽章
IM ： Sign of Hero

## 評價
克羅諾亞的擬人化動物，非常難確定，他有著貓的行為和叫聲、犬的首輪、兔般長的耳。但肯定的是，他是日本獸人界是最具影響力的人物之一，因其可愛、年少、活躍等特質，擁有著的百分百獸人正太風範，完全地將他推向頂峰……地位與音速小子系列的塔尔斯平頭。

## 參看
- 獸人正太

## 外部連結
- （日語）風之少年官方網站 （页面存档备份，存于）